# Amerigo Bartoli
Amerigo Bartoli Natinguerra, né le 24 décembre 1890 à Terni en Ombrie et mort le 20 décembre 1971 à Rome, est un peintre italien, caricaturiste et écrivain du XXe siècle.

## Biographie
Amerigo Bartoli Natinguerra arrive à Rome en 1906 et devient l'élève de Giulio Aristide Sartorio. Il prend rapidement part à la vie artistique de la capitale. En 1920 il partage l'atelier Giorgio de Chirico. En 1921 il fait un voyage en Allemagne et expose à la première Biennale de Rome. Il commence à fréquenter les plus réputés salons littéraires et se lie d'amitié avec Ardengo Soffici, Emilio Cecchi, Giuseppe Ungaretti et Vincenzo Cardarelli. Tous fréquentent le renommé Caffè Aragno de Via del Corso.
En 1937 il réalise en employant la technique du trompe-l'œil les peintures murales de la salle de ping-pong de la Villa Saffi, à Forlì.
De 1939 à 1960 il enseigne à l'Académie d'art moderne de Rome pendant vingt et un ans. Il est à l'origine de la formation de plusieurs générations d'artistes  (de Enrico Accatino à Mario Ceroli, de Alfonso Avanessian à Pino Pascali). Après 1945, il publie régulièrement des bandes dessinées humoristiques pour l'hebdomadaire Il Mondo. Les années passant, il collabore aussi avec les revues  La Tribuna, La Lettura, La Gazzetta del Popolo, Quadrivio, Omnibus, La Fiera Letteraria.
Il remporte le premier prix de la XVIIe édition de la Biennale de Venise avec le tableau Gli amici al Caffè (1930). Cette peinture est aujourd'hui conservée à la Galerie nationale d'Art moderne et contemporain à Rome.

## Œuvres
- Gli amici al Caffè (Les amis au Caffè) (1930).

### Illustrations
Une grande partie de sa production en tant qu'illustrateur est contenue dans les livres suivants :
- Roma in selci, publié par Leo Longanesi, préface de Antonio Baldini (1934).
- Oggi come oggi, préface de Mario Soldati (1952).

## Source
- (it) Cet article est partiellement ou en totalité issu de l’article de Wikipédia en italien intitulé « Amerigo Bartoli » (voir la liste des auteurs).